# قائمة المعالم الأثرية المصنفة في ولاية قفصة
تحتوي هذه المقالة قائمة المعالم الأثرية المصنفة في ولاية قفصة وهي المعالم والأماكن التاريخية المصنفة والمحمية من قبل المعهد الوطني للتراث في ولاية قفصة في تونس. تحتوي القائمة 18 مواقع.
| رمز المعلم | المدينة            | المعلم                   | تاريخ التصنيف  | صورة |
| ---------- | ------------------ | ------------------------ | -------------- | ---- |
| 1-71       | هنشير سيدي عيش     | ضريح يوليوس روقاتوس      | 26 يناير 1893  |      |
| 2-71       | سيدي بوضياف        | الضريح الروماني          | 16 نوفمبر 1928 |      |
| 3-71       | مدينة قفصة         | الجامع الكبير            | 3 مارس 1915    |      |
| 4-71       | مدينة قفصة         | الصهاريج الرومانية       | 3 مارس 1915    |      |
| 5-71       | مدينة قفصة         | سور المدينة              | 3 مارس 1915    |      |
| 6-71       | هنشير الطفل        | الحنايا الرومانية        | 12 مايو 1901   |      |
| 7-71       | هنشير الطفل        | الحوض الروماني           | 12 مايو 1901   |      |
| 8-71       | هنشير الطفل        | السد الروماني            | 12 مايو 1901   |      |
| 9-71       | هنشير المقطع       | الكنيسة الآثرية وتوابعها | 16 نوفمبر 1928 |      |
| 10-71      | هنشير مزرية        | الحصن الآثري             | 26 يناير 1893  |      |
| 11-71      | هنشير مزرية        | الصهاريج المستطيل        | 26 يناير 1893  |      |
| 12-71      | هنشير مزرية        | الصهاريج المستديرة       | 26 يناير 1893  |      |
| 13-71      | هنشير هرمول        | ضريح أوربانا             | 26 يناير 1893  |      |
| 14-71      | مدينة قفصة         | قوس                      | 3 مارس 1915    |      |
| 15-71      | هنشير أحمد         | حصن روماني               | 12 مايو 1901   |      |
| 16-71      | هنشير أحمد         | بئر أثري                 | 22 مارس 1899   |      |
| 17-71      | هنشير وادي الفيران | ضريح معاصر زيت           | 16 نوفمبر 1928 |      |
| 18-71      | .هنشير سيدي نصر    | حصن                      | 16 نوفمبر 1928 |      |

## مقالات ذات صلة
- قائمة المعالم الأثرية المصنفة في تونس
- المعهد الوطني للتراث
- ثقافة تونس
- تاريخ تونس

## روابط خارجية
1. ↑  (بالعربية) القائمة الرئيسية للمعالم التاريخية والأثرية المرتبة والمحمية للبلاد التونسية على موقع المعهد الوطني للتراث. نسخة محفوظة 23 نوفمبر 2018 على موقع واي باك مشين.